# Vargem Grande (Maranhão)
Vargem Grande est une municipalité brésilienne située dans l'État du Maranhão.

## Galerie

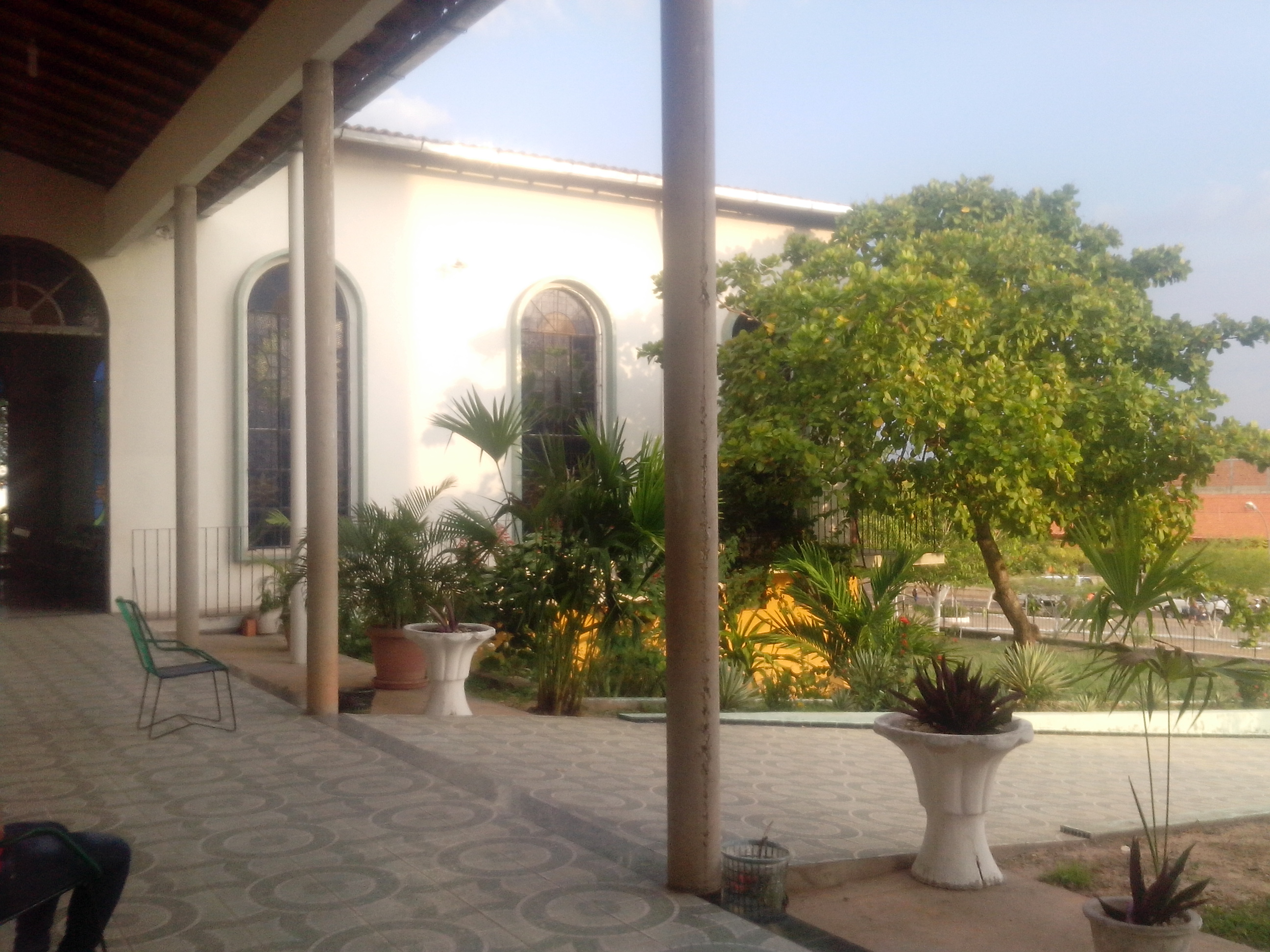
extérieur de l'église Igreja Matriz
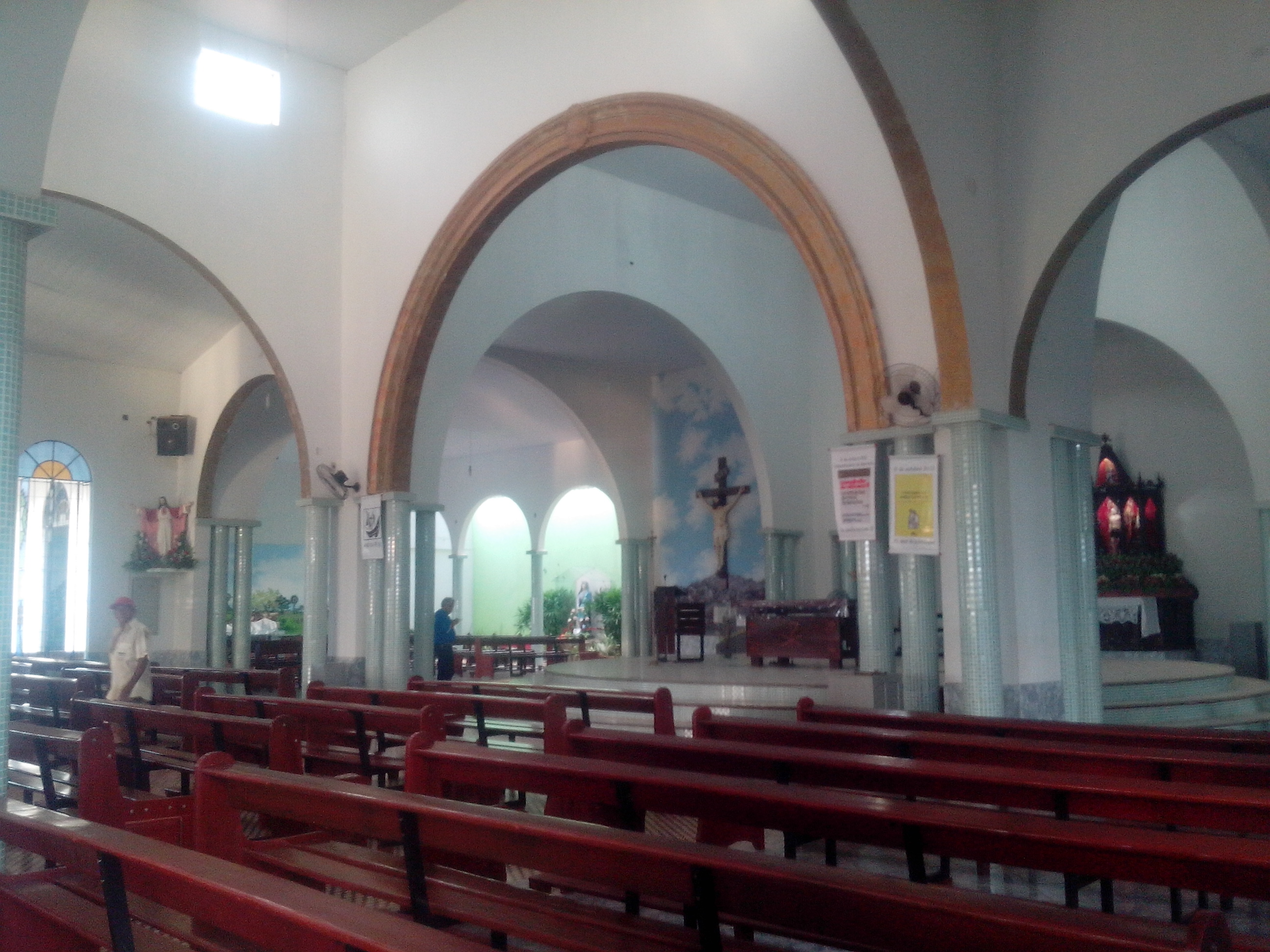
intérieur de l'église
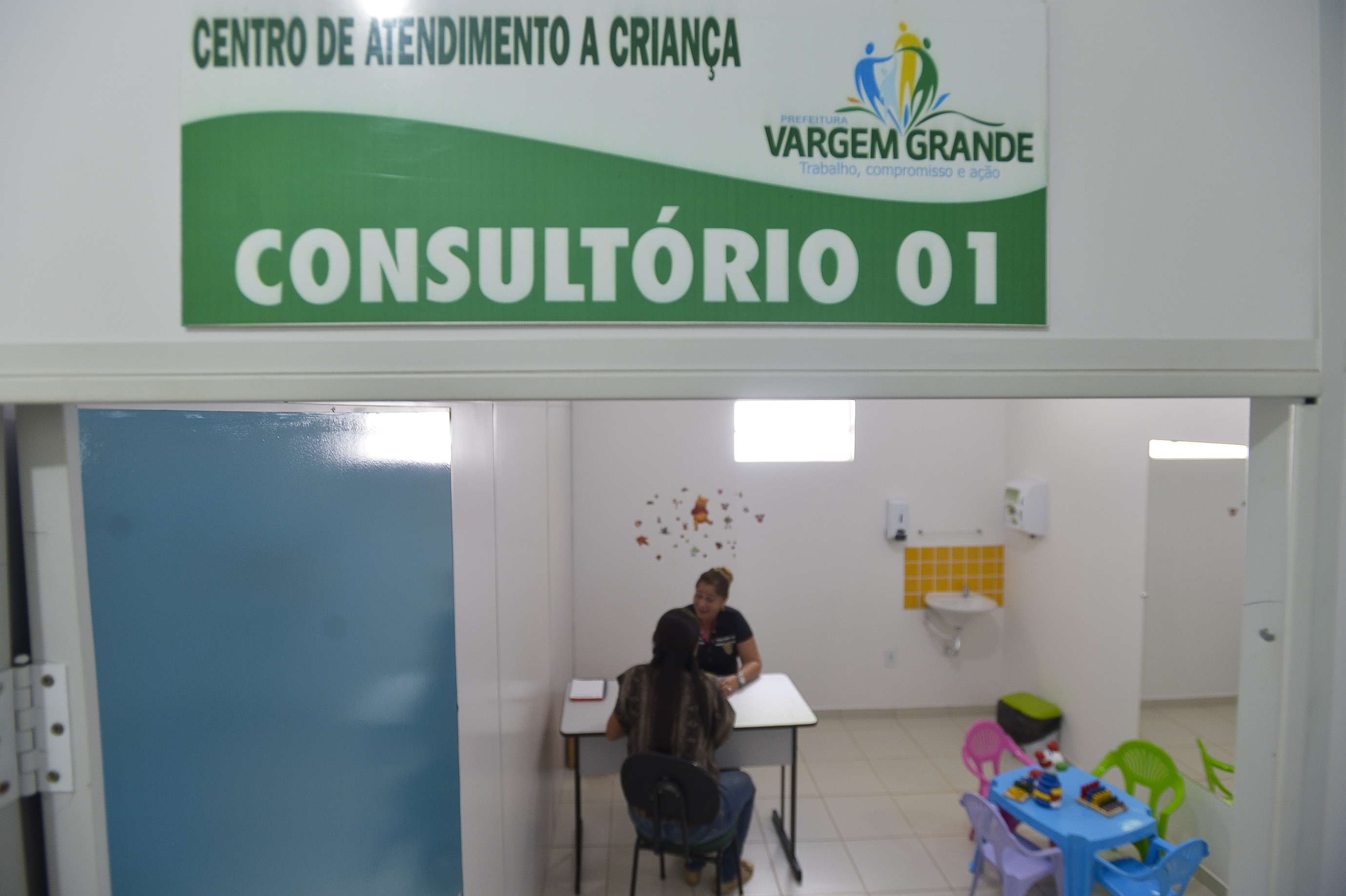
Centre médical dans le cadre de la coopération médicale internationale de Cuba